# Jon Brændsgaard Toft
Jon Brændsgaard Toft (født 23. december 1986) er en dansk science fiction-, fantasy og faglitterær forfatter og musiker fra Århus. Som teenager debuterede han som forfatter med bogen Den knaldrøde zone, den første i en science fiction-trilogi. I 2009 udgav han den første bog i en ny serie med titlen Vampyrkrøniken.

## Baggrund
Jon Brændsgaard Toft har gået på en Rudolf Steiner-skole, samt en række musikrelaterede uddannelser. Han er også musiker og har udgivet adskillige albummer på iTunes og andre online butikker. Han har også studeret som mediegrafiker på Aarhus Tech, hvor han startede i 2010 og i 2016 afsluttede uddannelsen som mediegrafiker. Toft arbejder som underviser på Musik & Medieværkstedet i Århus, som er et værksted for udviklingshæmmede og handicappede.

## Karriere

### Forfatter
Toft var 15 år, da han skrev science fiction-romanen Den knaldrøde zone, som blev udgivet på forlaget Mellemgaard, da han var 18 år gammel i 2005. Han har siden skrevet flere bøger i samme serie og fantasy-serien Vampyrkrøniken, samt enkeltstående romaner. Han er i anmeldelser blevet sammenlignet med Brian Roland Larsen og Danny Biltoft Davidsen, to unge science fiction-forfattere, som er blevet beskrevet som en bølge af ny sci-fi på dansk. I 2009 har han forsøgt sig med genren fantasy med udgivelsen af første bind af Vampyrkrøniken.
I 2015 udgav han sin første faglitterære bog, da han i forbindelse med at Gnags havde 50-års jubilæum udgav bogen ”Peter A.G. og Gnags – en guide til deres plader”, som bl.a. blev anmeldt i Jyllands-Posten, og af Bibzoom.dk, som gav bogen fire af seks stjerner. Anmelderen savner bl.a. interviews med medlemmerne af Gnags, men mener at bogen er nyttig og "et yderst sympatisk værk, som giver et overblik over Gnags’ udgivelser." Bogen fik også omtalelse i Århus Stiftstidende, der bl.a. skrev, at det var den første bog om Gnags i 30 år.

### Musiker
Toft har med en lydteknisk uddannelse i ryggen produceret sin egen og andres musik siden 2007. Fra 2009 til 2015 spillede han i rock bandet The Black Leaves, og siden 2018 har han spillet med The Mumes. I januar 2023 meldte han sig ind i Århus Sangskriverværksted og har efterfølgende udgivet albummet Brick By Brick.

### Andet
I 2011 fik han sin første rolle som skuespiller i John Tinnings kortfilm Welcome To My Cell, hvor Toft spillede trommer og spillede en ung mand, der stod ved et busstoppested. Filmen blev optaget i Århus, på samme sted og med samme skuespillere som i X Contracts musikvideo til sangen "Hatedream". Toft spiller trommer i musikvideoen.

## Diskografi
- The Golden Ship (2007)
- Guitar Man (med Gunnar Snær Gunnarsson, 2008)
- The Vampire Chronicle (2009)
- The Other Side (2009)
- Life Among Ruins (med The Black Leaves, 2010)
- Blooden Diaries (med X Contract, 2010)
- Tales Of Endurance (med The Black Leaves, 2012)
- The Spirit Of Life (med The Black Leaves, 2012)
- The Mumes 1 (med The Mumes, 2018)
- The Mumes 2 (med The Mumes, 2018)
- The Mumes 3 (med The Mumes, 2018)
- The Mumes 4 (med The Mumes, 2018)
- Heart Beats Love (med The Black Leaves, 2021)
- Small Steps (med Miguel Rosario, 2022)
- Rockband I En Coronatid (med The Mumes, 2022)
- Brick By Brick (2023)
- Små Finurligheder (2024)
- En Helt Ny Mulighed (2025)